# Max Fewtrell
Maximilian Bradley Fewtrell (Birmingham, 1999. július 29. –) brit autóversenyző, a Brit Formula–4-bajnokság, és a 2018-as Formula Renault Európa-kupa győztese.

## Pályafutása
2009-ben kezdett gokartozni és 2013-ban, valamint 2014-ben bajnok lett.
2015-ben kezdett a Forma autózásba az MRF Challenge bajnokságban, itt a szezon nyolcadik versenyén megszerezte az első és egyetlen dobogós helyezését a sorozatban és végül a 11. helyen végzett az összetett pontversenyben. 
2016-ban a Carlin pilótája lett a Brit Formula–4-bajnokságban, itt 3 győzelmet is szerzett és megnyerte a szériát. Ez év decemberében bejelentették, hogy 2017-ben a Tech 1 Racing csapatával fog indulni a Formula Renault 2.0 Európa-kupában és a Formula Renault 2.0 NEC-ben. 2018-ban megnyerte a Formula Renault Európa-kupát a dán Christian Lundgaard előtt.
2019 januárjában bejelentették, hogy az új FIA Formula–3 bajnokságban fog versenyezni az ART Grand Prix csapatánál. A nyitóhétvégéje jól sikerült, hiszen mindkét barcelonai futamon pontot szerzett. Az évad folyamán két főversenyen is a dobogón végzett. Az év végi összetettben 10. lett 57 ponttal. 
2020-ban a Hitech Grand Prix pilótájaként állt rajthoz két Red Bull Junior,  Liam Lawson és Dennis Hauger csapattársaként. 2020. augusztus 24-én bejelentette, hogy egyéb okok miatt szezon közben távozik a csapattól. A spanyol versenyek után csupán 5 ponttal állt az összetettben, a legjobb eredménye pedig egy 7. pozíció volt a stájer hétvége sprintfutamáról.

## Eredményei

### Karrier összefoglaló
| Szezon  | Bajnokság                               | Csapat            | Verseny | Győzelem | Pole | Leggyorsabb kör | Dobogós helyezés | Pont  | Helyezés |
| ------- | --------------------------------------- | ----------------- | ------- | -------- | ---- | --------------- | ---------------- | ----- | -------- |
| 2015–16 | MRF Challenge Formula–2000              |                   | 14      | 0        | 0    | 0               | 1                | 51    | 11.      |
| 2016    | Brit Formula–4-bajnokság                | Carlin Motorsport | 30      | 3        | 3    | 1               | 16               | 358   | 1.       |
| 2017    | Formula Renault Európa-kupa             | Tech 1 Racing     | 23      | 1        | 0    | 0               | 1                | 164   | 6.       |
| 2017    | Formula Renault 2.0 NEC                 | Tech 1 Racing     | 5       | 0        | 0    | 1               | 2                | 48    | 12.      |
| 2018    | Formula Renault Európa-kupa             | R-ace GP          | 20      | 6        | 6    | 6               | 11               | 275.5 | 1.       |
| 2018    | Formula Renault 2.0 NEC                 | R-ace GP          | 10      | 0        | 0    | 3               | 1                | 24    | 15.‡     |
| 2019    | Formula–3 Ázsia-bajnokság - téli széria | Dragon Hitech GP  | 3       | 0        | 0    | 0               | 0                | 20    | 11.      |
| 2019    | Formula–3                               | ART Grand Prix    | 16      | 0        | 0    | 0               | 2                | 57    | 10.      |
| 2019    | Makaói nagydíj                          | Hitech Grand Prix | 1       | 0        | 0    | 0               | 0                | —     | 18.      |
| 2020    | Formula–3                               | Hitech Grand Prix | 12      | 0        | 0    | 0               | 0                | 5     | 20.      |

* A szezon jelenleg is zajlik.
‡ Fewtrell nem volt jogosult a második fordulóból származó pontokra.

### Teljes FIA Formula–3-as eredménysorozata
(Táblázat értelmezése)

(Félkövér: pole-pozícióból indult; dőlt: leggyorsabb kört futott) 

| Év   | Csapat            | 1           | 2           | 3           | 4          | 5          | 6          | 7           | 8           | 9           | 10          | 11         | 12         | 13         | 14         | 15         | 16         | 17      | 18      | Helyezés | Pont |
| ---- | ----------------- | ----------- | ----------- | ----------- | ---------- | ---------- | ---------- | ----------- | ----------- | ----------- | ----------- | ---------- | ---------- | ---------- | ---------- | ---------- | ---------- | ------- | ------- | -------- | ---- |
| 2019 | ART Grand Prix    | ESP FEA 5   | ESP SPR 8   | FRA FEA Ki  | FRA SPR 18 | AUT FEA 2  | AUT SPR 4  | GBR FEA 19  | GBR SPR 12  | HUN FEA 2   | HUN SPR 24  | BEL FEA 9  | BEL SPR Ki | ITA SPR 14 | ITA SPR 21 | RUS FEA 11 | RUS SPR 11 |         |         | 10.      | 57   |
| 2020 | Hitech Grand Prix | AUT1 FEA 12 | AUT1 SPR 10 | AUT2 FEA 14 | AUT2 SPR 7 | HUN FEA 11 | HUN SPR 11 | GBR1 FEA Ki | GBR1 SPR 20 | GBR2 FEA 16 | GBR2 SPR 13 | ESP FEA 17 | ESP SPR Ki | BEL FEA    | BEL SPR    | ITA FEA    | ITA SPR    | MUG FEA | MUG SPR | 20.      | 5    |

* A szezon jelenleg is zajlik.
† A versenyt nem fejezte be, de helyezését értékelték, mert a versenytáv több, mint 90%-át teljesítette.